# Lepomis marginatus
Lepomis marginatus és una espècie de peix pertanyent a la família dels centràrquids.

## Descripció
- Pot arribar a fer 12 cm de llargària màxima (normalment, en fa 6,9).[3][4][5]

## Alimentació
Es nodreix de larves de quironòmids i microcrustacis.

## Hàbitat
És un peix d'aigua dolça, demersal i de clima subtropical (36°N-26°N).

## Distribució geogràfica
Es troba a Nord-amèrica: des del riu Tar (Carolina del Nord) fins al riu Brazos (Texas) i des de l'oest de Kentucky i l'est d'Arkansas fins al golf de Mèxic.

## Longevitat
La seua esperança de vida és de 6 anys.

## Observacions
És inofensiu per als humans.